# Hispaniasaurus cranioelongatus
L'ispaniasauro (Hispaniasaurus cranioelongatus) è un rettile acquatico estinto, appartenente ai notosauroidi. Visse nel Triassico medio (Ladinico, circa 242 - 239 milioni di anni fa) e i suoi resti fossili sono stati ritrovati in Spagna.

## Descrizione
Questo animale è noto solo per un cranio incompleto, ed è quindi impossibile ricostruirne l'aspetto con precisione. Dal raffronto con animali simili ma meglio conosciuti, come Nothosaurus e Simosaurus, si può supporre che Hispaniasaurus fosse dotato di un corpo compatto, corte zampe appiattite e una lunga coda appiattita lateralmente. Il cranio era di forma più o meno rettangolare se visto dall'alto, ed era caratterizzato dall'assenza di aperture temporali superiori e di forame pineale. Le finestre temporali superiori chiuse potrebbero essere il risultato di una chiusura secondariamente acquisita, ma l'assenza di un forame pineale e delle ossa squamose nella parte conservata del cranio indicano che le aperture potrebbero essere state in posizione più arretrata. I denti erano grandi e massicci, almeno a giudicare dalle dimensioni degli alveoli. Un'analisi dei dati ottenuti tramite microtomografia assiale computerizzata indica la presenza di una struttura altamente vascolarizzata all'interno delle ossa dorsali del cranio, che potrebbe indicare particolari adattamenti nel modo di nutrirsi.

## Classificazione
Hispaniasaurus è un rappresentante dei notosauroidi, un gruppo di rettili saurotterigi tipici del Triassico, dalle abitudini probabilmente simili a quelle delle odierne foche. In ogni caso, l'insolita morfologia di Hispaniasaurus non permette una classificazione più precisa, e non è chiaro quali fossero i suoi più stretti parenti all'interno del gruppo. Hispaniasaurus cranioelongatus venne descritto per la prima volta nel 2017, sulla base di un cranio parziale ritrovato nella provincia di Cuenca, in Spagna, in terreni risalenti al Ladinico.